# Кормиловка
Корми́ловка — рабочий посёлок Омской области России. Административный центр Кормиловского района.

## География
Посёлок расположен на левом берегу реки Омь в 48 км к востоку от Омска.
В посёлке расположена железнодорожная станция Кормиловка Западно-Сибирской железной дороги.

## История
30 августа 1896 открыта станция (Кормиловка) на Транссибирской железнодорожной магистрали. Эта дата и является датой основания посёлка.
Постройка Сибирской железной дороги должна была вызвать внимание и интерес к переселенческому делу. Объединённые крестьяне с Малороссии и центрально-чернозёмных губерний — Курской, Тамбовской, Орловской, Черниговской, Тульской, Рязанской бежали от непосильных налогов и селились на свободных сибирских землях.
Так появились первые посёлки Аксаковский (1894), Новороссийка (1895), Никитино (1895), Ивановка (1888), ст. Кормиловка (1896) и прочие.
Несмотря на близость Омска, станция Кормиловка служила местом отправлений грузов пшеницы в Ревель (нынешний Таллин), Либаву, Европейскую территорию.
Гражданская война требовала внутри Сибири особенного административного аппарата, который бы смог справиться с экономическими задачами, возникшими в Сибири. Поэтому в конце 1922 года в Омской губернии начались подготовительные работы по низовому районированию, направленные на укрепление волостей и длилось оно до 1 апреля 1924.
С 25 мая 1925 года в составе Корниловского района.
В 1930-е годы появляются первые совхозы.
В предвоенные годы развивалась и промышленность района. С 1928 функционирует элеватор, в 1929 вступила в строй нефтебаза, с 1930 стала развиваться телефонная связь и радиофикация.

25 января 1935 года Кормиловка стала центром образованного Кормиловского района. 

Стела, возведённая в честь 100-летия посёлка

Окрестности станции Кормиловка были одним из мест высылки "антисоветского элемента" из Эстонии в 1949 году.
В январе 1960 население Кормиловки превысило 5 тысяч человек и указом Президиума Верховного Совета РСФСР село преобразовано в рабочий посёлок.
В 1963 Кормиловский район был объединён с Омским, что задержало развитие как райцентра, так и хозяйства района.
Указом Президиума Верховного Совета РСФСР от 4 ноября 1965 Кормиловский район вновь образован.
В 1996 году Кормиловка отметила 100-летний юбилей. В честь этого события была воздвигнута стела, которая по сей день остаётся главной достопримечательностью посёлка.
В 1998 введен в эксплуатацию мост, который соединил Кормиловку с Федеральной автомагистралью Р254 «Иртыш» (бывшая М51) на участке Омск—Новосибирск.

## Население
| 1939  | 1959  | 1970  | 1979  | 1989  | 2002    | 2009    | 2010  | 2011  |
| ----- | ----- | ----- | ----- | ----- | ------- | ------- | ----- | ----- |
| 2542  | ↗5142 | ↗6301 | ↗7513 | ↗9785 | ↗10 290 | ↗10 555 | ↘9616 | ↗9625 |
| 2012  | 2013  | 2014  | 2015  | 2016  | 2017    | 2018    | 2019  | 2020  |
| ↗9632 | ↗9655 | ↘9638 | ↗9747 | →9747 | ↗9783   | ↗9787   | ↘9784 | ↘9684 |
| 2021  | 2023  |       |       |       |         |         |       |       |
| ↘9108 | ↘9088 |       |       |       |         |         |       |       |

## Символика

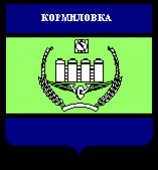
Герб

Флаг представляет собой прямоугольное полотнище из тёмно-синей центральной и двух светло-зелёных боковых горизонтальных полос, соответствующих цветам герба Кормиловского муниципального района. Описание и обоснование символики флага: синий цвет символизирует небо — духовность и целеустремлённость; зелёный цвет — землю, её плодородие и процветание.
Символом воды является голубая горизонтальная волнистая линия, растянутая в центре флага, подобно реке Омь, что пересекает Кормиловский район с востока на запад. На зелёном поле по обеим сторонам синей полосы изображены лучи сплошных белых линий, которые являются символом света, движения и развития. Они ассоциируются с транспортными магистралями (железнодорожная и автомобильные), расположенными параллельно течению состояние хозяйства.
В центре герба изображен «Кормиловский комбинат хлебопродуктов» — главная гордость посёлка на протяжении многих лет, в прошлом — один из самых крупных в России.

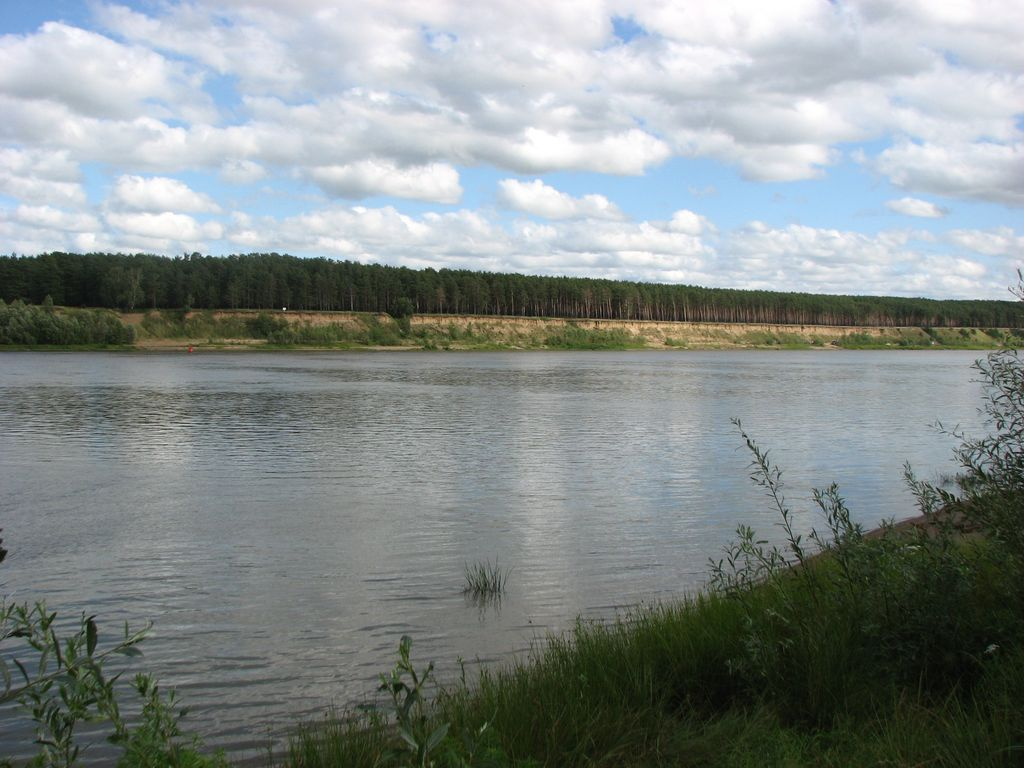
Река Омь

## География
- По природно-сельскохозяйственному районированию земельного фонда, входит в Омь—Иртышский плоскоравнинный округ Западно-Сибирской провинции лесостепной зоны.
- Территория района относится к южной лесостепи и покрыта, в основном, травянистой степной растительностью, которая в естественном виде в настоящее время почти не сохранилась.
- Речная сеть района развита слабо и представлена рекой Омь, пересекающей территорию с востока на запад, являющейся одним из значительных правых притоков р. Иртыш.

## Климат
Климат района типично континентальный, формируется под влиянием холодных арктических масс воздуха с севера и в меньшей степени сухих из Казахстана.
Общие черты температурного режима характеризуются суровой продолжительной зимой, сравнительно коротким, но жарким летом, короткими и переходными сезонами весной и осенью, поздними весенними и ранними осенними заморозками.

## Экономика
Действующие предприятия в районе:
- «Кормиловский комбинат хлебопродуктов»;
- «Ветсанутильзавод „Кормиловский“»;
- Кормиловский молочный завод;
- Кормиловский продовольственный комбинат;
- «Хлебозавод»;
- «Кормиловский мясной двор»;
- «Партнёр»;
- «Азияпищепром»;
- «Астрон»;
- «Металлоресурс»;
- «Кормиловская типография»;
- «Кормиловское дорожное ремонтно-строительное управление».
- «Омская макаронная фабрика»
- «Руском-Агро» (свиноводческий комплекс, комбикормовый завод, птицеферма по производству мяса индейки в д. Сосновка)
- «ЖКХ Тепло»
- «ЖКХ Село»
- «КАФ»

## Здравоохранение
- «Кормиловская ЦРБ»

## Транспорт

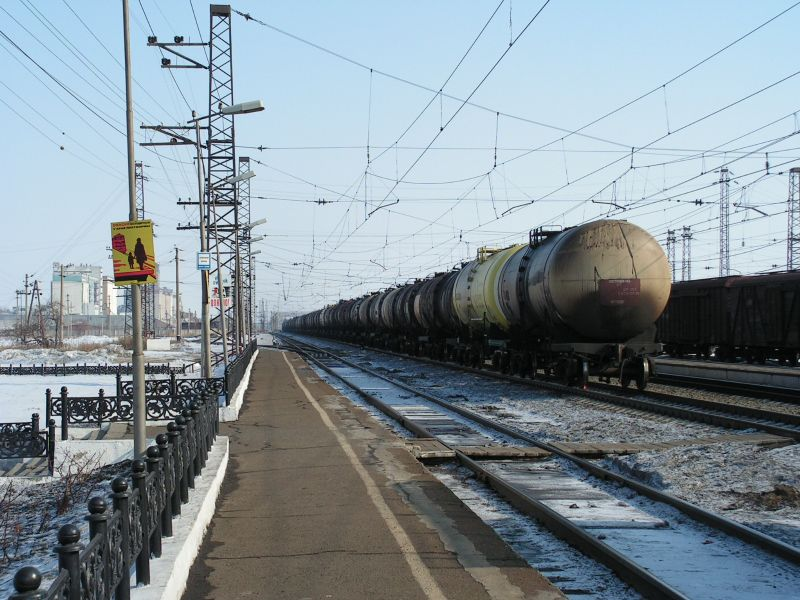
Участок железной дороги в Кормиловке

Основными видами транспортных путей являются железная и автомобильные дороги. На территории посёлка расположена одноимённая железнодорожная станция.
Территорию района в средней части её пересекают
- с запада на восток участок Транссиба Омск-Новосибирск;
- автомобильная дорога областного значения Омск-Калачинск;
- автомобильная дорога федерального значения Москва-Владивосток М51 («Байкал»).

Протяженность автодорог 592,5 км, 70 % дорог общего пользования имеет твердое покрытие. Из 41 сельских населённых пунктов района дорогами общего пользования соединены 28, из 10 центров сельских поселений — 10.

## Спорт
- На территории посёлка действует СК «Олимпийский». 
  - В 2007 году в Кормиловке прошел XXXVII областной сельский спортивно-культурный праздник «Королева спорта — Кормиловка-2007». Спортсмены со всей области съехались на стадион «Олимпийский». На олимпиаде присутствовал и губернатор области Леонид Константинович Полежаев.
  - 26 декабря 2008 года произошло открытие нового корпуса спорткомплекса — двухэтажного спортивного центра, включающего залы борьбы, аэробики, комнаты для занятий настольным теннисом, бильярдом, тренажерный зал, а также раздевалки, душевые, кафе и подсобные помещения. Кроме того, спортсооружение располагает небольшой гостиницей, рассчитанной на 70 мест. Открытие корпуса провел экс-глава района Виктор Викторович Вайц.

## Местные СМИ
- районная газета «Нива» (в выпуске с 16 февраля 1935 года; выходит по пятницам);
- местный телеканал КТРК «Кормиловские просторы» (в эфире ежедневно с 19:00 до 00:00 часов). В настоящее время телеканал больше не транслируется.

## Города-побратимы
- Карловы Вары[24]